# Cucao
Cucao es una localidad rural perteneciente a la comuna de Chonchi y el único caserío en la costa oeste de la Isla Grande de Chiloé, en la zona sur de Chile. Su población es de alrededor de 450 habitantes.

## Ubicación
Cucao se encuentra a unos 60 km del pueblo de Castro, capital de Chiloé, y a unos 35 km de Chonchi, la capital comunal. El caserío está al oeste del lago Cucao, emplazado en la bahía homónima y junto al río Cucao o Desaguadero, muy cerca de la entrada del Parque Nacional Chiloé, siendo el punto de acceso para este último.

## Historia

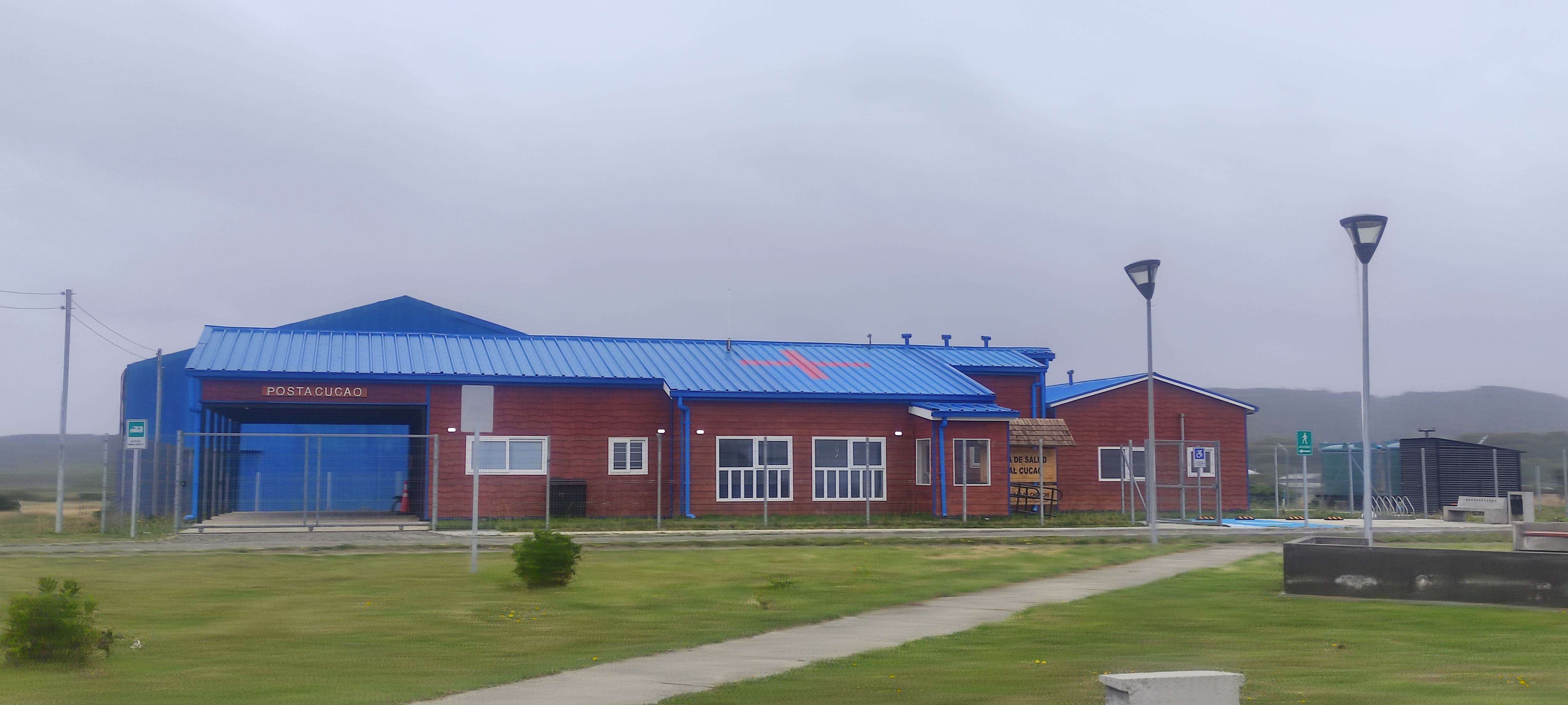
Posta de Cucao en 2024

Cucao es un sector poblado de la costa occidental de Chiloé al menos desde la época colonial, fue visitado por Charles Darwin en 1835. Después del terremoto de 1960, Cucao perdió gran parte de su población y tierra puesto que el océano arrasó con casi todo el lugar y destruyó el poblado minero de Rahue, ubicado al sur. Sin embargo, los habitantes del sector, mayoritariamente huilliches, lograron sobreponerse. Se perdieron extensas zonas de tierra.
Durante siglos, Cucao estuvo aislado del resto de Chiloé. En 1981 recién se logró ensanchar el camino, sobre la base de huellas de bueyes y caballos, que lo conectó a pie con el poblado más cercano, Huillinco. Antiguamente, para conectarse, los cucahuanos lo hacían a través de sus embarcaciones que los llevaban del lago Cucao hasta el lago Huillinco en 3 horas y a pie en aproximadamente 4 horas.

## Habitantes
Es un caserio de aproximadamente 450 personas, entre los cuales la mayoría son huilliches o descendientes de ellos. Sin embargo, en la última década se ha convertido en un punto de llegada para personas de otros lados del continente, sobre todo de Santiago que han visto en esta localidad un lugar para vivir del turismo.

## Turismo
Cucao es el lugar de acceso al Parque Nacional Chiloé. Ahí dentro se encuentra flora y fauna nativa, como zorro chilote, aves como el chucao y árboles de todo tipo, como alerce y ciprés.
Es un caserío que en el último tiempo se ha enfocado en los turistas, apareciendo hosteles y domos, que casi todos son de gente de afuera. Sin embargo, existen cámpines que en su mayoría son de gente oriunda de Cucao. El lugar cuenta con cocinerías y servicios de montura de caballos.

## Medios de comunicación

### Televisión
No existen canales en televisión digital terrestre, dado que TVN no asignó la señal en digital (Señal 8.1), es por ello que la alternativa es sintonizar no sólo el canal estatal, sinó que también otros canales nacionales (principalmente Mega, Canal 13 y Chilevisión), mediante la televisión Satelital 